# Changing
Changing is een single van het Britse danceproject Sigma met de eveneens Britse zangers Paloma Faith uit 2014. Het stond in 2015 als tweede track op het album Life van Sigma. 

## Achtergrond
Changing is geschreven door Wayne Hector, Ben Kohn, Tom Barnes, Pete Kelleher en Ella Eyre en geproduceerd door TMS en Sigma. Het volgde op de succesvolle debuutsingle Nobody to Love van Sigma. Het was voor Faith de eerste keer dat zij niet als soloartiest een single uitbracht, maar in een samenwerking met een andere artiest. Het succes van Nobody to Love werd niet geëvenaard, al kwam het in het Verenigd Koninkrijk wel op de eerste plaats, net als de eerdere single. Andere "top 10"-noteringen waren in Vlaanderen en Nieuw-Zeeland. In Nederland kwam het tot de 27e positie van de Top 40 en de 54e plek in de Single Top 100. In Wallonië kwam het tot de 34e plaats.